# Break My Heart
"Break My Heart" é uma canção da cantora britânica Dua Lipa, contida em seu segundo álbum de estúdio Future Nostalgia (2020). A faixa foi lançada como terceiro single do álbum em 25 de março de 2020, através da Warner Records. A canção contém interpolações da canção "Need You Tonight", da banda australiana INXS, composta por Michael Hutchence e Andrew Farriss.

## Antecedentes
Após o lançamento do seu single anterior "Physical", a cantora anunciou em 1 de março de 2020 para o programa australiano Sunrise que "Break My Heart" seria o próximo single de seu álbum Future Nostalgia, para que já havia filmado o videoclipe, no entanto, não confirmou a data de lançamento. "Estou animada com uma canção chamada "Break My Heart". Estou realmente empolgada com isso. Essa será a próxima música que todos ouvirão. Acabei de gravar o vídeo", disse Lipa.
Em 20 de março, Lipa anunciou a data de lançamento e a capa do single.

## Videoclipe
O videoclipe da música estreou no YouTube em 26 de março de 2020, e foi dirigido por Henry Scholfield.

## Apresentações ao vivo
Lipa fez uma apresentação virtual da música para o The Tonight Show Starring Jimmy Fallon, em 8 de abril de 2020. Em 22 de abril de 2020, ela apresentou a música no Big Brother Brasil 20.

## Desempenho nas tabelas musicas

### Posições
| Tabela musical (2020)                             | Melhor posição |
| ------------------------------------------------- | -------------- |
| Argentina (Argentina Hot 100)                     | 25             |
| Austrália (ARIA)                                  | 7              |
| Áustria (Ö3 Austria Top 40)                       | 20             |
| Bélgica (Ultratop 50 de Flandres)                 | 17             |
| Bélgica (Ultratop 40 da Valônia)                  | 31             |
| Brasil (Top 100 Brasil)                           | 43             |
| Canadá (Canadian Hot 100)                         | 15             |
| Canadá (Billboard AC)                             | 48             |
| Canadá (Billboard CHR/Top 40)                     | 11             |
| Canadá (Canadian Hot 100)                         | 14             |
| Colômbia (National-Report)                        | 81             |
| Costa Rica (Monitor Latino)                       | 17             |
| Croácia (HRT)                                     | 3              |
| Chéquia (Singles Digitál Top 100)                 | 7              |
| Dinamarca (Hitlisten)                             | 22             |
| Equador (Monitor Latino)                          | 11             |
| Finlândia (Suomen virallinen lista)               | 15             |
| França (SNEP)                                     | 61             |
| Alemanha (GfK Entertainment Charts)               | 26             |
| Grécia (IFPI)                                     | 7              |
| Hungria (Stream Top 40)                           | 6              |
| Israel (Media Forest)                             | 1              |
| Itália (FIMI)                                     | 21             |
| Japão (Billboard Hot Overseas)                    | 13             |
| Letônia (Latvijas Top 40)                         | 3              |
| Lituânia (AGATA)                                  | 2              |
| Líbano (OLT20)                                    | 6              |
| Malásia (RIM)                                     | 18             |
| México(Billboard Mexico Airplay)                  | 15             |
| Países Baixos (Dutch Top 40)                      | 3              |
| Países Baixos (Mega Single Top 100)               | 13             |
| Nova Zelândia (Recorded Music NZ)                 | 12             |
| Noruega (VG-lista)                                | 20             |
| Paraguai (Monitor Latino)                         | 8              |
| Polónia (Polish Airplay Top 5)                    | 6              |
| Portugal (AFP)                                    | 19             |
| Roménia (Romanian Top 100)                        | 67             |
| Escócia (Official Charts Company)                 | 14             |
| Singapura (RIAS)                                  | 9              |
| Eslováquia (IFPI)                                 | 7              |
| Eslovênia (SloTop50)                              | 19             |
| Coreia do Sul (Gaon)                              | 165            |
| Espanha (PROMUSICAE)                              | 22             |
| Suécia (Sverigetopplistan)                        | 17             |
| Suíça (Schweizer Hitparade)                       | 18             |
| Reino Unido (UK Singles Chart)                    | 6              |
| Estados Unidos (Billboard Hot 100)                | 13             |
| Estados Unidos (Billboard Adult Pop Songs)        | 19             |
| Estados Unidos (Billboard Dance/Mix Show Airplay) | 10             |
| Estados Unidos (Billboard Pop Songs)              | 7              |
| Venezuela (Record Report)                         | 58             |

### Tabelas mensais
| Tabela musical (2020)      | Melhor posição |
| -------------------------- | -------------- |
| Brasil (Pro-Música Brasil) | 23             |

## Histórico de lançamento
| Local          | Data                 | Formato                    |                                | Gravadora | Ref.   |
| -------------- | -------------------- | -------------------------- | ------------------------------ | --------- | ------ |
| Mundo          | 25 de março de 2020  | Download digital streaming | Original                       | Warner    | [ 3 ]  |
| Austrália      | 27 de março de 2020  | Contemporary hit radio     | Original                       | Warner    | [ 62 ] |
| Reino Unido    | 27 de março de 2020  | Contemporary hit radio     | Original                       | Warner    | [ 63 ] |
| Estados Unidos | 31 de março de 2020  | Contemporary hit radio     | Original                       | Warner    | [ 64 ] |
| Mundo          | 22 de maio de 2020   | Download Digital streaming | Jax Jones Midnight Snack Remix | Warner    | [ 65 ] |
| Mundo          | 29 de maio de 2020   | Download Digital streaming | Joris Voorn Remix              | Warner    | [ 66 ] |
| Mundo          | 12 de junho de 2020  | Download Digital streaming | Solardo Remix                  | Warner    | [ 67 ] |
| Mundo          | 12 de junho de 2020  | Download Digital streaming | Moon Boots Remix               | Warner    | [ 68 ] |
| Mundo          | 28 de Agosto de 2020 | Download Digital streaming | Club Future Nostalgia          | Warner    |        |

## Certificações
| País (Empresa) | Certificação | Vendas     |
| --- | ------------ | ---------- |
| Brasil (Pró-Música Brasil) | 3× Diamante  | 480,000    |
| Canadá (MUSIC CANADA) | 4× Platina   | 320,000    |
| Polónia (ZPAV) | 4× Platina   | 80,000     |
| Austrália (ARIA) | 2× Platina   | 140,000    |
| Estados Unidos (RIAA) | Platina      | 1,000,000  |
| Reino Unido (BPI) | Platina      | 600,000    |
| Itália (FIMI) | Platina      | 70,000     |
| Noruega (IFPI Norway) | Platina      | 60,000     |
| Bélgica (BEA) | Platina      | 40,000     |
| Nova Zelândia (RMNZ) | Platina      | 30,000     |
| Portugal (AFP) | Platina      | 20,000     |
| Finlândia | Platina      | 10,000     |
| Grécia | Platina      | 6,000      |
| Dinamarca (IFPI DIN) | Ouro         | 45,000     |
| Espanha (PROMUSICAE) | Ouro         | 20,000     |
| Áustria (IFPI Austria) | Ouro         | 15,000     |
| |              |            |
| França (SNEP) | Platina      | 30,000,000 |
| *vendas baseadas apenas na certificação ^distribuições baseadas apenas na certificação ‡vendas+valores de streaming baseados apenas na certificação |              |            |